# Veladas en un caserío de Dikanka
Veladas en un caserío de Dikanka (en ruso, Вечера на хуторе близ Диканьки, Vecherá na jútore bliz Dikanki) es una colección de relatos cortos de Nikolái Gógol, escritos desde 1831-1832. Aparecieron en diversas revistas y fueron publicados en forma de libro cuando Gógol, que había pasado su vida en Ucrania hasta los diecinueve años de edad, tenía veintidós. Puso sus tempranas impresiones y recuerdos de infancia en estas escenas de la vida campesina. En una serie de cartas a su madre, le pidió que escribiera descripciones de costumbres pueblerinas, vestidos, supersticiones y antiguas historias. Estos se usaron también como fuente primaria.

## Historias
Veladas en un caserío de Dikanka está separada en dos volúmenes de cuatro historias cada uno:
Часть первая [Chast pérvaya], Primera parte
1. Сорочинская ярмарка [Soróchinskaya yármarka], La feria de Soróchintsy
2. Вечер накануне Ивана Купала [Vécher nakanune Ivana Kupala], La noche en vísperas de San Juan[1]
3. Майская ночь, или Утопленница [Máyskaya noch', ili Utóplenitsa], La noche de mayo o la ahogada
4. Пропавшая грамота [Propávshaya grámota], La carta perdida

Часть вторая [Chast vtoráya], Segunda parte
1. Ночь перед Рождеством [Noch péred Rozhdestvom], La Nochebuena
2. Страшная месть [Stráshnaya mest], Terrible venganza
3. Иван Федорович Шпонька и его тетушка [Iván Fiódorovich Shponka i yegó tyótushka], Iván Fiódorovich Shponka y su tía
4. Заколдованное место [Zakoldóvannoye mesto], El lugar embrujado

## Significado
Esta es la obra rompedora de Gógol, aunque no la primera, y forma el núcleo de su estilo, especialmente su sentido de lo macabro. Fue esta colección lo que demostró que él era una nueva potencia en la literatura rusa con innovación única y una mezcla cuidadosamente dispuesta de lo horroroso y lo humorístico. Aleksandr Pushkin tuvo una enorme influencia en la escritura de la colección, que presenta referencias a Ucrania, en aquella época apodada Pequeña Rusia, donde Gógol pasó los primeros años de su vida. Las historias están intensamente entrelazadas con el folclore y las referencias culturales de Ucrania, ofreciendo una perspectiva única de la vida del campo en la época de Gógol. La estructura que se puede encontrar en esta colección se hizo característica de la escritura posterior de Gógol, que se puede encontrar en obras tales como Almas muertas. "Veladas..." obtuvo para Gógol la fama que lo llevaría a un lugar destacado en el círculo literario ruso, así como la apertura de puertas para obras futuras.

## Prefacio
El prefacio es el comienzo del primer volumen de Veladas en un caserío de Dikanka por Nikolái Gógol, escrito en 1831.
Cada uno de los segmentos se basaron en el folclore ucraniano y presenta elementos de comedia y un narrador de enlace, el apicultor Rudi Pankó ("Pankó el Pelirrojo"), quien está dictando las historias al lector. Se mencionan otros personajes en relación con las historias que proporcionan, pero a pesar de ello estos segmentos se siguen narrando a través del colmerero Rudi Pankó.
Esta breve sección introduce al colmenero Rudi Pankó, quien empieza presentando su tarea de informar al lector de un conjunto de maravillosos relatos que ha oído. Habla de manera muy prosaica y personal al lector, como si estuvieran frente a él en su mesa a la hora de cenar o en el exterior de su pueblo. Habla sobre la agradable serenidad de la vida campesina y menciona lujosas fiestas. Sigue hablando sobre el relato de historias en estas reuniones nocturnas y entonces comenta que nadie puede contar una historia como Rudi Pankó.  Su nombre significa "rojo" en ucraniano y es un apodo, lo que de nuevo hace que parezca informal y personal puesto que el narrador está usando un nombre propio. Al final se ve atrapado hablando de cosas mundanas, y se para a sí mismo de manera que pueda seguir con sus relatos. Las principales historias empiezas después de esta sección.

## Adaptaciones
Veladas en un caserío de Dikanka ha sido adaptada al cine varias veces:
- Vecherá na jútore bliz Dikanki (1961), película del director Aleksandr Rou
- Evenings on a Farm Near Dikanka (2001)